# Solieria multiciliata
Solieria multiciliata är en tvåvingeart som först beskrevs av Meunier 1905.  Solieria multiciliata ingår i släktet Solieria och familjen parasitflugor.
Artens utbredningsområde är Madagaskar. Inga underarter finns listade i Catalogue of Life.